# Crespellano
Crespellano é uma comuna italiana da região da Emília-Romanha, província de Bolonha, com cerca de 7.789 habitantes. Estende-se por uma área de 37 km², tendo uma densidade populacional de 211 hab/km². Faz fronteira com Anzola dell'Emilia, Bazzano, Castelfranco Emilia (MO), Monte San Pietro, Monteveglio, Zola Predosa.

## Demografia
| Variação demográfica do município entre 1861 e 2011                               |
|                                                                                   |
| Fonte: Istituto Nazionale di Statistica (ISTAT) - Elaboração gráfica da Wikipedia |